# Nomi Goldfarb
Nomi Goldfarb (* 11. September 1949 in Israel; † 30. Juli 2010) war eine Modeschöpferin und lebte und arbeitete vorwiegend in Wien. Ihre Eltern gingen Anfang der 1930er Jahre von Deutschland nach Israel in einen Kibbuz, wo Goldfarb geboren wurde und aufwuchs. Die Mutter zweier Kinder studierte Pädagogik mit den Schwerpunkten Naturwissenschaften und Kunsterziehung und war als Lehrerin tätig. Sie lebte über 30 Jahren in Wien.

## Leben
Im Jahre 2000 stellte Goldfarb eine Kollektion in der Just Art Gallery in Berlin vor. Zwei Jahre später war sie Siegerin des Coral Fashion Award. 2004 hatte sie eine Ausstellung an der Sala Terrena der Universität für angewandte Kunst Wien im Rahmen einer Designmesse und 2006 am Museum für angewandte Kunst (MAK) in Wien.
In den Jahren 2007 und 2008 eröffnete sie die Galerie für Haute Couture und Prêt-à-porter und hatte mehrere Ausstellungen (z. B. Plissiert wie Gedruckt).